# Бани царя Ростома
Бани царя Ростома (груз. როსტომ მეფის აბანო) — историко-архитектурный комплекс в Тбилиси, в историческом районе Старый город у берега реки Кура.
Единственная сохранившаяся часть дворцового комплекса царя Ростома, разрушенного во время персидского погрома города в 1795 году.

## История
Царская резиденция на правом берегу реки Кура была устроена царём Ростомом, правившим Картли (1633—1658) и Кахети (1648—1656). Ранее грузинские цари жили в районе Метехи.
На карте города 1782 года дворцовая баня выделена из общего дворцового комплекса. На карте 1802 года вся территория обозначена как «Разорённый царский дворец». Невосстановленные руины дворца были разобраны на строительные материалы, место дворца постепенно застраивалось, в 1804 году в разрушенной царской бане разместили Пробирную палату. В 1832 году старые перекрытия рухнули под сильными ливнями, и Палата была переведена в другое место.
Кровля бани до 1948 года служила двором д. 3 по площади Ираклия II. Начатые здесь в 1958 году археологические работы позволили идентифицировать это здание как бани, построенные в XVII веке.